# Mare largo
Mare largo è un film del 1998 diretto da Ferdinando Vicentini Orgnani.